# Ладакх
Ладакх или Ладак е регион, администриран от Индия като съюзна територия и заема източната част от по-големия регион Кашмир, който е предмет на спор между Индия и Пакистан от 1947 г. и между Индия и Китай от 1959 г. Ладакх граничи с Тибетския автономен район на изток, с индийския щат Химачал Прадеш на юг, с администрираната от Индия съюзна територия Джаму и Кашмир и с администрирания от Пакистан Гилгит-Балтистан на запад и с югозападния ъгъл на Синдзян през прохода Каракорум на далечния север. Простира се от ледника Сиачен в планинската верига Каракорум на север до главната част на Големите Хималаи на юг. Източният край, състоящ се от необитаемата равнина Аксай Чин, е обявен от индийското правителство за част от Ладакх, но е под китайски контрол.
В миналото Ладакх придобива значимост благодарение на стратегическото си местоположение на кръстопътя на важни търговски пътища, но след като през 60-те години китайските власти затварят границите между Тибетския автономен район и Ладакх, международната търговия намалява. От 1974 г. насам правителството на Индия успешно насърчава туризма в Ладакх. Тъй като Ладакх е стратегически важен, индийските военни поддържат силно присъствие в региона.
Най-големият град в Ладак е Лех, следван от Каргил, като всеки от тях е седалище на окръг. В района на Лех се намират долините на реките Инд, Шайок и Нубра. Районът Каргил включва долините на реките Суру, Драс и Занскар. Основните населени райони са речните долини, но по планинските склонове живеят и скотовъдните номади чангпа. Основните религиозни групи в региона са мюсюлмани (основно шиити) (46%), будисти (основно тибетски будисти) (40%) и индуисти (12%), а останалите 2% са представители на други религии. Ладакх е едновременно най-голямата и втората най-малко населена съюзна територия на Индия. Културата и историята му са тясно свързани с тези на Тибет.
На 31 октомври 2019 г., след приемането на Закона за реорганизация на Джаму и Кашмир, Ладакх е създаден като територия на съюза на Индия. Преди това той е част от щата Джаму и Кашмир.
Територията на Ладакх е заета от платото Ладакх – най-високото плато в Индия, като по-голямата част от него е на височина над 3000 m. Простира се от Хималаите до Кунлун и включва горната част на долината на река Инд.